# Husum HK
Husum HK är en ishockeyklubb från Husum, Örnsköldsviks kommun i Västernorrlands län. Klubben bildades 1998 efter att Husum IF Hockey gått i konkurs. Hockeyn i Husum har anor tillbaka till 1946 då den första kommittén bildades för att skapa en ishockeyplan på orten. Husum IF gjorde sin premiär på is i februari 1949. Första konstfrusna planen byggdes 1976, den användes fram till 1988 då ishallen stod färdig. Detta år var också det första då Husum IF Hockey spelade i Division I. Laget låg kvar i division I till konkursen 1997. 
Den nya föreningen, Husum HK, lyckades återta platsen i Division 1 till säsongen 2000/2001, föll ur igen och återkom säsongerna 2002/2003 och 2003/2004. Sedan dess har laget kvalat till division 1 tre gånger, åren 2012-2014, utan att lyckas avancera. Säsongen 2017/2018 spelar man i division 3.